# 普謝庫普斯河
普謝庫普斯河是俄羅斯的河流，位於克拉斯諾達爾邊疆區和阿迪格共和国，屬於庫班河的左支流，發源自大高加索北麓，最終在克拉斯諾達爾東側注入庫班河，河道全長146公里，流域面積1,430平方公里，河畔城鎮有戈里亞奇克柳奇。